# Eremocaulon amazonicum
Eremocaulon amazonicum är en gräsart som beskrevs av Ximena Londoño. Eremocaulon amazonicum ingår i släktet Eremocaulon och familjen gräs. Inga underarter finns listade i Catalogue of Life.